# Distrito de Vieux Fort
Vieux Fort o Vieux-Fort (en español: Viejo Fuerte) es uno de los diez distritos en los que se divide Santa Lucía, un pequeño país insular ubicado en las Antillas Menores, en aguas del mar Caribe. De acuerdo con el censo del año 2001 el distrito posee una población de 14,757 habitantes.
Tanto la ciudad cabecera como sus alrededores son un destino popular entre los turistas que visitan la isla. Originalmente era una región pesquera pero con la construcción del Aeropuerto Internacional Hewanorra (destino de los principales vuelos transatlánticos a la isla) la zona ha comenzado a urbanizarse. Entre las atracciones de la región sobresale Micoud (una exhacienda francesa del siglo XVIII) y los Jardines Mamiku.

## Organización territorial
El distrito está formado por cuarenta y siete localidades:
- Anse de Sables
- Augier
- Banse (parcial)
- Beane Field
- Beausejour
- Belle Vue (parcial)
- Black Bay (parcial)
- Bruceville/Shanty Town
- Cacoa (parcial)
- Cantonement
- Carriere
- Catin
- Cocoa Dan
- Coolie Town
- Derriere Bois
- Derriere Morne
- Docamel
- Eau Piquant/St. Urban
- En Bamboo
- Esperance
- Fond Capeche
- Fond Sabot
- Grace
- Hewanorra Orchard
- Hope Estate
- Industrial Estate
- Joyeux
- La Resource
- La Retraite
- La Tourney/Cedar Heights
- Laborie Highway
- Maganier
- Morne Cayenne
- Morne Vert
- Moule a Chique
- Obrier
- Pierrot
- Plut
- Pomme
- St. Jude's Highway
- Tete Morne/Morne Andrew
- Town
- Viancelle (parcial)
- Vieux Fort
- Vige (parcial)
- Westall Group/The Mangue
- Woodlands